# Francis Turley
Francis Turley (* 14. Januar 2006 in Belfast) ist ein nordirischer Fußballspieler, der bei Celtic Glasgow in der Scottish Premiership unter Vertrag steht.

## Karriere

### Verein
Der in Belfast geborene Francis Turley begann seine Karriere im überwiegend katholisch und irisch-republikanisch geprägten Arbeiterbezirk Ardoyne im Norden der Stadt. Später wechselte er innerhalb der Stadt zum Glentoran FC. Im Sommer 2022 wechselte Turley mit einem Dreijahresvertrag zu Celtic Glasgow. Der junge Mittelfeldspieler wechselte zunächst zur U18-Auswahl und gehörte zu der Mannschaft, die nach einem Sieg über die Glasgow Rangers im Hampden Park den Scottish Youth Cup gewann. Turley war seitdem Teil des B-Teams in der Lowland Football League. Am 2. August 2024 verlängerte Turley seinen Vertrag um vier weitere Jahre bis 2028.
Am 25. August 2024 gab Turley sein Debüt als Profi für Celtic im Ligaspiel der Scottish Premiership, als er beim 3:0-Auswärtssieg gegen den FC St. Mirren für Reo Hatate eingewechselt wurde.

### Nationalmannschaft
Francis Turley absolvierte für die nordirische U17-Nationalmannschaft in den Jahren 2022 und 2023 insgesamt sieben Länderspiele. Ab September 2023 kam Turley in der U19 zum Einsatz. Im Mai 2024 gab er sein Debüt in der U18 gegen England.

## Erfolge
- Schottischer Meister: 2025